# (922) Schlutia
(922) Schlutia – planetoida z pasa głównego asteroid okrążająca Słońce w ciągu 4 lat i 153 dni w średniej odległości 2,69 au. Została odkryta 18 września 1919 roku w Landessternwarte Heidelberg-Königstuhl w Heidelbergu przez Karla Reinmutha. Nazwa pochodzi od pierwszych liter nazwisk niemieckiego biznesmena Edgara Schlubacha i Henry’ego Tiarksa, brytyjskiego bankiera i astronoma amatora, którzy sfinansowali holendersko-niemiecką ekspedycję mającą na celu obserwację zaćmienia Słońca na Wyspie Bożego Narodzenia w 1922 roku. Przed nadaniem nazwy planetoida nosiła oznaczenie tymczasowe (922) 1919 FW.